# あゝ同期の桜
『あゝ同期の桜』（ああどうきのさくら）は、海軍飛行予備学生十四期会による遺稿集『あゝ同期の桜・帰らざる青春の手記』（毎日新聞社、1966年）を基にした、舞台演劇、テレビ映画及び日本映画。太平洋戦争において神風特別攻撃隊として命落した学生たちの青春群像。
1967年に榎本滋民作・演出により#舞台演劇化され、新国劇創立五十周年記念公演として上演された。2015年には、錦織一清演出により新バージョンが上演され、以来公演が続けられている。
#テレビ映画はNET系列で1967年4月6日から9月28日まで全26話が放送された。
#映画は東映の製作配給で、1967年6月3日から国内上映された。

## 舞台演劇

### 概要
初演は、1967年2月、国立劇場での新国劇創立五十周年記念公演で、評判となり各地で再演された

。
作・演出の榎本滋民は、自身が学徒動員で九州海軍基地の航空隊で飛行機の整備をし、終戦の年の4月に飛行予備学生に合格したという経歴の持ち主であり、特攻要員となった第十四期生を兄と慕っていた。本作では、その海軍飛行予備学生たちの手記をもとにしながら、「軍に検閲を受けない生の声を知っていて、脚色できるのは僕しかいない」との思いから、懊悩ときらめきを併せ持つ特攻隊員の青春の実相を描いた

。
2015年7月には、錦織一清演出により戦後70年企画として上演された。この作品では、榎本滋民の脚本を上田浩寛が潤色し、登場人物を選りすぐって少人数の役者で表現する形に改変されている。その後も錦織により上演が続けられ、戦後80年となる2025年も若い俳優たちが第十四期生を演じている
。

### あらすじ
太平洋戦争の激戦地が日本本土に近づき、戦局が大きく悪化した昭和19年、学徒出陣が全学生に適用され、特に優秀な官立私立の大学生が第十四期海軍飛行予備学生として霞ケ浦の海軍航空隊に配属された。そこには、官立大学成績主席の諸木、全日本柔道空手大会で優勝した神崎、飛行機の理に憧れる工学部秀才の原、実家の寺を継ぐ塚本、哲学者を目指す中沢、親孝行なクリスチャン西など、各々に将来を夢見る青年たちがいた。通常数年かかる軍事教練を数ヵ月の教習で速成され、精神論を振りかざす先輩や上官からは、自省しろと鉄拳制裁を受ける日々。
厳しい訓練を終えた見習士官たちは、方々の基地に配属される。戦況が思わしくない状況下、徐々に前線へと配属され、同期の者が次々と命を落としていく。昭和20年春、鹿児島の最前線基地鹿屋に最後の決戦に備えて十四期生の士官たちが配属されてきた。その頃には、爆装した航空機による体当たり攻撃を行った神風特別攻撃隊が軍神と崇められており、集まった面々は自分たちの出撃命令がいつ下されるのかと待機することになる。若者たちは、自分の死生観に向き合いながら、友と議論をぶつけ合い、家族や恋人とお互いを思いやる日々に残された青春を輝かせる。そして他に選択肢の無い彼らは、この理不尽をすべて腹に落として特攻に志願する。
いよいよ、特攻の日。それぞれの思いを胸に死地に飛び立っていく若者たち。出撃を命じる上官は、震えながら、敬礼して見送るのであった。

### 上演記録
- 新国劇創立五十周年記念公演『あゝ同期の桜』[9]
  - 1967年2月：新橋演舞場、脚本・演出：榎本滋民、出演：緒形拳ほか
- 新国劇創立五十周年記念公演（地方公演）『あゝ同期の桜 雲滲む屍』
  - 1697年7月：大阪 新歌舞伎座、12月：明治座、1968年7月：京都 南座、名古屋 御園座、脚本・演出：榎本滋民、出演：緒形拳ほか
- 錦織一清QTプロジェクト公演第2弾 戦後70年特別企画『あゝ同期の桜』[10]
  - 2015年7月10日 - 13日：ニッポン放送イマジンスタジオ、主催：ニッポン放送、作：榎本滋民、潤色:上田浩寛、脚色・演出：錦織一清、出演：三浦祐介ほか
- 錦織一清QTプロジェクト公演第2弾 福岡特別公演『あゝ同期の桜 〜風になった空の男たち〜』[11]
  - 2016年3月23 - 24日、博多リバレインホール、主催：QTプロジェクト福岡実行委員会、作：榎本滋民、潤色：上田浩寛、脚色・演出：錦織一清、出演：三浦祐介ほか
- 劇団 ★☆北区AKT STAGE 公演『あゝ同期の桜』[12]
  - 2016年7月8日 - 10日：北とぴあ つつじホール、作：榎本滋民、脚色・演出：錦織一清、出演：武田義晴ほか
- アンクル・シナモン主催『あゝ同期の桜』
  - 2024年3月9日 - 3月17日：東京日本橋・三越劇場、3月30日 - 3月31日：京都・南座、原作：榎本滋民、脚本：上田浩寛、脚色・演出：錦織一清、振付：神在ひろみ、出演：室将也ほか[13][14][15]
  - 2025年7月26日 - 27日：大阪 松下IMPホール、8月13日 - 19日：三越劇場、原作：榎本滋民、脚本：上田浩寛、脚色・演出：錦織一清、振付：パパイヤ鈴木、出演：中山優馬ほか

### 出演者

#### 新国劇/榎本版
豊島中佐役：島田正吾、庄司上等整備兵曹役：辰巳柳太郎、日野肇役：緒形拳
大山克巳、藤森達雄、吉田柳児、若林豪、井手良男、平井洋、高瀬敏光、最上竜二郎、宮島誠、御影伸介、桂広行、小村俊明、杉沢勝雄、新井信太郎、清水彰、初瀬乙羽子、久松喜世子、秋月正夫 ほか

#### 錦織/上田版
- 2015年・2016年

庄司上等整備兵曹役：三浦祐介、西幸弥役:胡蝶英治
小川智之、祁答院雄貴、立花瑠菜、奈木野美幸、藤村一成、蛇澤多計彦、森田祐吏、山下直哉、四天王寺紅、及川いぞう
- 2016年以降

| 役名             | 2016年(北区AKT) | 2024年     | 2025年               |
| ---------------- | --------------- | ---------- | -------------------- |
| 豊島中佐         | 武田義春        | 渋谷天笑   | 渋谷天笑             |
| 庄司上等整備兵曹 | 松本有樹純      | 岡本悠紀   | 岩永洋昭             |
| 諸木文晴         | 時津真人        | 室将也     | 中山優馬             |
| 西幸弥           | 平田裕治        | 渡口和志   | 渡口和志             |
| 中沢一郎         | 古屋太朗        | 高橋虎之介 | 石川大樹             |
| 塚本春曉         | 相良長仁        | 吉田和正   | 坂口碧               |
| 神崎武彦         | 井上賢嗣        | 片岡保海   | 片岡滉史朗           |
| 原清明           | 木村明弘        | 釜谷海来   | 伊藤セナ             |
| 水木二等飛行兵曹 | 関屋裕太        | 新井元輝   | 新井元輝             |
| 参謀             | 川口徹治        | 岡澤由樹   | 岡澤由樹             |
| 松岡雪枝         | 大滝樹          | 小澤真利奈 | 柳美稀               |
| 片岡令子         | 今井彩奈未      | 惣田紗莉渚 | 武藤里梨、中久喜文音 |
| 西まき           | 栗林真弓        | 高汐巴     | 板垣桃子             |
| 上官             | -               | 錦織一清   | 錦織一清             |

## テレビ映画

### 概要
肉親・恋人らに宛てた手紙などの学生の手記47編の中から話を選び、構成されている。ナレーターの西村晃は同じ第十四期海軍飛行予備学生出身者であり、脚本には同じ第十四期出身の須崎勝弥、第十三期出身の直居欽哉、監督に中村経美、関川秀雄ら直接戦争体験を持つスタッフを起用している。毎週一話完結をドラマの基本スタイルとし、ナレーターの西村以外、毎回主演を含む出演者は異なっているのが特徴である。

### あらすじ
昭和18年9月　戦争は漸く苛烈の度を加え  遂に政府は徴兵猶予撤廃の非常措置を発令、全国の 大学高等専門文化系に学ぶ 凡そ10万の学生は  学部を半ばに出陣の途に就くことになった  そのうち3,000余名は 第十四期海軍飛行専修予備学生を拝命  祖国防衛の第一線に巣立っていったのである　だが 戦局はすでに敗色覆い難く  尋常の戦法では 最早 戦局挽回の余地なしとして   軍は 史上無惨な体当たり攻撃を正当化する以下   戦没者399名  そのほとんどが  初陣を最後に  終戦間近の昭和20年春から夏へかけて　新、  二十余才の生涯を閉じていったのである。

### 出演者
| 回数 | サブタイトル         | 出演者 |
| ---- | -------------------- | --- |
| 1    | 離別                 | 石崎二郎、長谷川明男、三上真一郎、沢本忠雄、二木てるみ、初井言榮、風見章子、中村是好、菱谷紘二、浜畑賢吉、倉田保昭 |
| 2    | 青春                 | 栗塚旭、竜崎一郎、中北千枝子、沢宏美、島田順司、塩崎純男、皆川和子、牧紀子、国貞のり子                             |
| 3    | 四つの帽子           | 山口崇、加藤嘉、三井美奈、蔵一彦、左奈田恒夫、津野哲郎、花井隆、高久礼子、望月一昌                                 |
| 4    | 兄弟                 | 中山仁、勝部演之、村松英子、賀原夏子、高島稔、小林勝、大神信、真咲美岐、宮内順子、真船道明                         |
| 5    | 出撃                 | 関口宏、川口知子、宗近晴見、磯村千花子、戸沢佑介、小沢忠臣、飛鷹一、清水良太、荒瀬友孝、高田正裕                   |
| 6    | 紅萌ゆる             | 山本豊三、池田忠夫、宝生あやこ、小倉一郎、堀勝之祐、宮かおり、小川孝、伊藤正夫                                     |
| 7    | 故郷                 | 森本景武、石山政春、潮万太郎、露原千草、田島薫、北沢彪、細川俊夫、戸田皓久、北村弘一                               |
| 8    | 一粒の麦             | 石山律、真屋順子、三田村元、睦五郎、田島薫、榎本陽介、瀬良明、石川竜二、山口暁                                     |
| 9    | 三本の林檎の樹       | 樋浦勉、早川保、石浜朗、北竜二、夏川静枝、山波宏、関戸純方、田島薫、綿貫勝男、阪脩                                 |
| 10   | 父のかたみ           | 剣持伴紀、志賀沢子、水木襄、田島薫、信欽三、北原文枝、加茂嘉久、浮田左武郎、太田正孝                               |
| 11   | 母                   | 小川吉信、山本紀彦、嶺田則夫、桑野誠一郎、利根はる恵、高橋あや子、吉川満子、田島薫、倉田爽平                       |
| 12   | 我ひとり大空に散らむ | 岡崎二朗、小川政憲、深沢京子、木暮実千代、小峰千代子、丹羽研二、倉石和旺                                           |
| 13   | 遠い道程             | 亀石征一郎、御木本伸介、成瀬昌彦、田島薫、高松加奈子、生井健夫、下之坊正道、二本柳寛                               |
| 14   | 祖国よ永遠に         | 宗方勝巳、横井徹、根岸一正、磯部玉枝、谷隼人、増田順司、村田知栄子                                                 |
| 15   | 怒りの翼             | 佐々木功、中山克己、徳大寺伸、福島寿美子、遠藤征慈、舟橋元、田島薫、渡辺篤史、神田隆                               |
| 16   | 鷲と鷹               | 小川真司、山下洵一郎、文野朋子、町田祥子、和田孝、服部哲治、浅沼創一、徳丸完                                       |
| 17   | 南十字星の下に       | 高橋長英、外山高士、藤岡重慶、影山泉、浜田晃、岩崎昌治、高宮敬二、河村弘二                                         |
| 18   | 遥かなる黒潮の彼方   | 大丸二郎、深見泰三、市川瑛子、山形勲、加藤治子、佐竹明夫、成田次穂                                                 |
| 19   | 新しき日を生きよ     | 村井国夫、松川勉、小俣光憲、茅島成美、今井健二、藤木孝、南道郎、吉田豊明、菅井一郎                                 |
| 20   | 終戦秘話・平和の灯   | 工藤堅太郎、久保田良男、夏圭子、宇佐美淳也、三宅邦子、田島薫、堀雄二、近衛敏明                                     |
| 21   | 若い血は燃える       | 池部良、平井昌一、吉野憲司、地井武男、小川幾太郎、柴田智夫、安部徹、樋口功、沢登護                                 |
| 22   | 征きて咲け桜花       | 笠井一彦、小川守、佐々木孝丸、河崎いち子、村上冬樹、市川翠扇、武内文平、田中紀久子                                 |
| 23   | 出撃前夜             | 入川保則、三上真一郎、市原清彦、渡辺晃三、広瀬明、葉桐次裕、富田浩太郎、高城丈二                                   |
| 24   | 命ある限り           | 夏八木勲、寺島達夫、林隆幸、森幹太、由良和代、有沢正子、清水綋治、飯田覚三                                         |
| 25   | 残る桜も散る桜       | 花ノ本寿、中村竹弥、上野山功一、穂積隆信、片岡光雄、東一彦、森谷光昭、高島英志郎                                   |
| 26   | そして二十二年       | 北大路欣也、島田正吾、月丘夢路、丹阿弥谷津子、久米明、大山克巳、大塚清一、松原マモル                               |

### 放映リスト
| 回数 | 放送日        | サブタイトル         | 脚本              | 監督       |
| ---- | ------------- | -------------------- | ----------------- | ---------- |
| 1    | 1967年 4月6日 | 離別                 | 須崎勝彌          | 中村経美   |
| 2    | 4月13日       | 青春                 | 新藤兼人          | 関川秀雄   |
| 3    | 4月20日       | 四つの帽子           | 押川國秋          | 渡辺成男   |
| 4    | 4月27日       | 兄弟                 |                   | 松島稔     |
| 5    | 5月4日        | 出撃                 | 直居欽哉          | 鈴木敏郎   |
| 6    | 5月11日       | 紅萌ゆる             | 結束信二          | 松島稔     |
| 7    | 5月18日       | 故郷                 | 西沢裕子          | 鈴木敏郎   |
| 8    | 5月25日       | 一粒の麦             | 直居欽哉          | 関川秀雄   |
| 9    | 6月1日        | 三本の林檎の樹       | 押川國秋          | 中村経美   |
| 10   | 6月8日        | 父のかたみ           | 新藤兼人 松田昭三 | 今村農夫也 |
| 11   | 6月15日       | 母                   | 須崎勝彌          | 関川秀雄   |
| 12   | 6月22日       | 我ひとり大空に散らむ | 今村文人          | 松島稔     |
| 13   | 6月29日       | 遠い道程             | 押川國秋          | 今村農夫也 |
| 14   | 7月6日        | 祖国よ永遠に         | 押川國秋          | 中村経美   |
| 15   | 7月13日       | 怒りの翼             | 押川國秋          | 今村農夫也 |
| 16   | 7月20日       | 鷲と鷹               | 直居欽哉 前川保雄 | 永野靖忠   |
| 17   | 7月27日       | 南十字星の下に       | 須崎勝彌          | 渡辺成男   |
| 18   | 8月3日        | 遥かなる黒潮の彼方   | 押川國秋          | 奥中惇夫   |
| 19   | 8月10日       | 新しき日を生きよ     | 押川國秋          | 永野靖忠   |
| 20   | 8月17日       | 終戦秘話・平和の灯   | 直居欽哉          | 中村経美   |
| 21   | 8月24日       | 若い血は燃える       | 藤田伝            | 渡辺成男   |
| 22   | 8月31日       | 征きて咲け桜花       | 今村文人          | 今村農夫也 |
| 23   | 9月7日        | 出撃前夜             | 家城秀男          | 今村農夫也 |
| 24   | 9月14日       | 命ある限り           | 直居欽哉          | 北村秀敏   |
| 25   | 9月21日       | 残る桜も散る桜       |                   | 永野靖忠   |
| 26   | 9月28日       | そして二十二年       | 押川國秋          | 渡辺成男   |

### スタッフ
- 原作：海軍飛行予備学生第十四期会編『あゝ同期の桜・帰らざる青春の手記』（毎日新聞社刊）
- プロデューサー：落合兼武、加茂秀男、吉川義一
- 音楽：斎藤一郎
- 脚本：須崎勝彌、押川國秋、直居欽哉、結束信二、西沢裕子、新藤兼人、藤田伝、家城秀男、今村文人 ほか
- 監督：中村経美、関川秀雄、渡辺成男、松島稔、鈴木敏郎、今村農夫也、永野靖忠、奥中惇夫、北村秀敏
- 制作：NET、東映テレビプロ

## 映画

### 概要（映画）
海軍飛行予備学生第十四期会編の『あゝ同期の桜・かえらざる青春の手記』を原作に、若き学徒兵の遺書・遺稿・日記・手記を完全映画化。日本の敗色が濃厚となってきた太平洋戦争末期、定められた死を目前とした若者たちの苦悩と誇りに満ちた短い青春を、神風特別攻撃隊の全貌とともに描かれた。本作は東映京都撮影所として初めて取り組んだ本格的な戦争映画で、『人間魚雷 あゝ回天特別攻撃隊』『あゝ予科練』と並ぶ「東映戦記映画三部作」の1作目と位置付けられている。
本作は日本で1967年6月3日に、併映『喜劇急行列車』と共に封切り公開されると、#テレビ映画の視聴率は下がり続けているのとは対照的に、大ヒットした。

### 出演者
※クレジットロール順に表記。
- 鶴田浩二 - 陣之内大尉
- 高倉健 - 剣持大尉

- 松方弘樹 - 白鳥少尉
- 千葉真一 - 半沢少尉

- 夏八木勲 - 南条少尉
- 村井国夫 - 由井少尉

- 佐久間良子 - 南条則子
- 藤純子 - 白鳥礼子

- 小池朝雄 - 大岡大尉
- 高橋昌也 - 片倉参謀
- 天津敏 - 松田大佐
- 石山健二郎 - 白鳥仙蔵
- 三島ゆり子 - 夕子
- 山本麟一 - 大沼上曹

- 菅井きん -
- 島田景一郎 - 藤井少尉
- 蟹江敬三 - 不破少尉
- 五十嵐義弘 - 島田少尉
- 唐沢民賢 - 久保大尉
- 水木達男 - 通信科教員
- 香月涼二 -
- 名護屋一 - 石川一飛曹
- 結城哲也 - A少尉
- 藤沢徹夫 -
- 東竜子 -
- 金光満樹 - 滝
- 沢登護 - 福島少尉
- 脇中昭夫 - 風間大尉
- 宮土尚治 - 菊池二飛曹
- 江木健二 -
- 宮城幸生 - 松本上飛曹
- 江上征伍 -
- 波多野博 - 軍医
- 野口泉 - B少尉
- 西田良 - 千田少尉
- ナレーター - 山口幸生

- 小沢昭一 - 土井中尉
- 西村晃 - 花田一水
- 三益愛子（東宝） - 白鳥貞子
- 天知茂 - 間宮軍医長

### スタッフ （映画）
- 監督 - 中島貞夫

※クレジット順に表記。
- 製作 - 大川博
- 企画 - 岡田茂・俊藤浩滋・秋元隆夫
- 原作 - 海軍飛行予備学生第十四期会編『あゝ同期の桜・帰らざる青春の手記』（毎日新聞社 刊）
- 脚本 - 須崎勝彌・中島貞夫
- 撮影 - 赤塚滋
- 照明 - 金子凱美
- 録音 - 荒川輝彦
- 美術 - 鈴木孝俊
- 音楽 - 鏑木創
- 編集 - 神田忠男
- 助監督 – 牧口雄二
- 記録 – 矢部はつ子
- 装置 – 稲田源兵衛
- 装飾 – 松原邦四郎
- 美粧 - 佐々木義一
- 結髪 – 妹尾茂子
- 衣裳 – 森護
- 合成 – 松本春吉
- 進行主任 - 杉本直幸
- 企画助手 – 佐藤雅夫
- 挿入歌 - コロムビアレコード、作詞：西條八十、唄：松方弘樹
- 協力 - 毎日新聞社、嵐山-高雄パークウエイ、鹿児島県出水市
- 製作 – 東映

### 製作

#### 経緯
中島貞夫は十四期生・和田稔の妹・若葉と友達で、高校時代に和田の手紙を読んでいた。のちに原作が出版され、中島は改めて読み直し、是非とも撮りたいと心に期す。映画化で俊藤浩滋とも合意するが、任侠映画の延長上とする俊藤に対し、手紙や遺稿を読んでいる中島は特別攻撃隊による死というもの、そこへ追い込んだ大きな力、そして死を目前に感じながら特攻隊員がどのように葛藤していたかを真正面から見つめたかった。骨子は昭和11年（1936年）、明治神宮外苑の学徒出陣から始まり、海兵団へ配属・訓練風景と彼らの友情を描き、特攻をする流れとした。しかし大川博ら本社は「戦争映画、特に神風特攻隊なんて今さら…」「この内容ではヒットしない」等々、製作に猛反対する。俊藤は学徒出陣で徴兵された岡田茂 (東映) なら、この題材に思い入れがあるはずと考え、大川への口添えを頼み、ようやく承認された。中島は「『岡田を乗せちゃおう』と言う俊藤さんの政治力は巧みなんです」と振り返っている。

#### 脚本
生き残った十四期生・須崎勝彌と中島貞夫の共作で、須崎が執筆するのは十四期生の要請であった。シナリオ執筆と同時進行で、中島は主役に千葉真一と松方弘樹で撮ろうと決める。東映からも所属俳優を起用するよう求められており、東映京都撮影所（京撮）から松方、東映東京撮影所（東撮）から千葉が、それぞれ選ばれた。神風特別攻撃隊が編成された霞ヶ浦を皮切りに鹿屋から出水まで、中島と須崎はロケーション・ハンティングで訪れ、半年以上を準備に費やし、内容を肉付けしていく。「戦争における死は全て惨死であり、犬死である」という中島の思いに須崎も同意し、ラストシーンは中島に一任される。特攻機が敵艦に突っ込む直前にストップモーションで「その瞬間、彼らはまだ生きていた」のテロップ、再び動き、敵艦に激突せず、海へ墜落した瞬間に「この時から僅か4カ月、戦争は終わった」というテロップのラストに、須崎は「それはいいね」と賛同した。

#### 配役
千葉真一と中島貞夫は1959年入社の同期ながら、東撮の千葉に京撮の中島と拠点を異にしていたが、初めて一緒に仕事をした。中島は「若手俳優たちは陽気でキラキラした印象の者ばかりだったけど、千葉くんはちょっと異質でね。実直な青年らしい朴訥さと、どこか暗い情念を感じさせるところが、彼の魅力だと思う」「僚友の妹に淡い恋をする特攻隊員を演じていて、出撃前に彼女への未練を断ち切り、海辺に独りで『ダンチョネ節』を歌う姿が良かった」と評している。千葉の父親は大刀洗町に在った陸軍飛行戦隊に所属する軍人で、零式二号艦上戦闘機などのテストパイロットと建造したばかりの航空母艦へ初着艦を成功させていた。大刀洗町には陸軍飛行学校が設置され、終戦間近には特別攻撃隊の基地にもなり、知覧町に存在した特攻基地は大刀洗の分校である。千葉は「規則違反だが、父親の操縦する飛行機に乗せてもらった」と述べており、本作について「夢にまで特攻隊が出てきた」と答えている。
製作を担う京撮は時代劇を主とし、主演級のスター俳優は勿論のこと、脇役陣や大部屋俳優たちの中にも特攻隊員を演ずるに相応しい若い俳優がほとんどいなかった。故に松方弘樹と千葉真一以外の特攻隊員は、オーディションで選ぶこととなる。中島貞夫は東京大学在学中に仲間と「東大ギリシア悲劇研究会」を立ち上げ、演劇をやっていたことも幸いし、付き合いのある幾つかの劇団に候補者を推薦してもらい、それぞれ面接を行った。あの時代を生きた若者の雰囲気を持っていることを基本条件とし、突っ込んだ芝居を必要とする役には、それぞれに適うキャラクターを持つ俳優を選んだ。中島は抜擢した俳優たちの演技や人物像を次のように述べている。
「夏八木勲くんは妻子を残して出撃していく少尉で、その別れのシーンには情感を示し、出撃したがエンジン不調で基地へ帰還し、生き残り苦悩する姿と、見せ場の多い難しい役だが、野性的な外見とは裏腹に、その内面を繊細に演じてくれた」。「蟹江敬三くんは、出会った時から独特の個性を感じた。軍国主義賛美派で勇ましく強がるが、その底辺に軽薄で危うさを感じさせるキャラを彼特有の表現で見せ、後に曲者役者として活躍する片鱗が見られた」。蟹江が演じたキャラと好対照で、癖のない好青年役で選ばれたのが村井国夫。宮土尚治もオーディションで採用された。その他の出演者では、赤ちゃんを抱いてモンペを着た妻に佐久間良子が扮し、夫を見送る哀れさと家族を引き裂く戦争への怒りを描いている。山本麟一は京撮の時代劇俳優とは違った雰囲気を持ち、命令調でしゃべる軍人役に向いているという理由で起用された。
出撃組の指揮官役である鶴田浩二は戦時中、大井海軍航空隊の整備兵で特攻機を見送る立場だった。特攻を散華とみなす鶴田と、大東亜戦争で父親を失っていた中島貞夫では、先の戦争に対する認識が異なるために撮影の随所で対立している。一方、特攻基地で隊員たちの世話をする補充兵役の西村晃が特攻機を見送る時の表情に、中島は「演技以上のものを感じた」と述懐。戦時中に第十四期海軍飛行予備学生であった西村は、特攻出撃で沖縄方面へ飛び立つが、機体不備で基地へ引き返したおかげで、九死に一生を得ていた。すんでのところで命拾いをした西村は「特攻機から降りた直後に失禁した」と生々しい描写で語っている。軍医役の天知茂は本作のテーマに深く関わる位置づけだが、試写で大川博ら上層部の圧力で、天知の出演シーンは大幅にカットされた。中島は「この悔しさは今でも忘れられない」と無念がっている。
（⇒ 詳細は#試写を参照）
松方弘樹と千葉真一を中心にした特攻隊員たちが主役であって、十四期生の群像劇を描くはずが、俊藤浩滋の傘下である鶴田浩二・高倉健が出演するオールスターキャストに変更されてしまう。須崎勝彌は「東映はスターの出番に割り振りがあり、高倉・鶴田がキャスティングされることでシナリオにないシーンを作ることになり、そのため映画の出来が明らかに悪くなった」と述べている。中島貞夫も「脚本がほぼ出来上がったくらいに、鶴田が出るぞ、高倉も入れるぞ、となった。十四期生の物語なのに彼らが脇役で出演が決まり、それぞれ見せ場を作らなあいかんとなり、演出がしんどくなった」と振り返っている。
（⇒ 詳細は#撮影を参照）

#### 美術
撮影用なので、飛行せずに自走しない九七式艦上攻撃機は、装置の稲田源兵衛が映画化を見越して、設計図からこつこつと作り始めていた。戦時中に整備兵だった稲田は九七艦攻を知っており、期間を随分と費やしたが、降着装置の車輪だけは上手く造れない。そのため自衛隊から練習機の車輪を借りて取り付け、計三機を完成させ、ようやく福知山駐屯地が管轄する長田野演習場の滑走路まで運び入れた。離陸前の自走シーンは貨物自動車で牽引するという、危険極まりない撮影を行っている。

#### 撮影
ロケーション撮影として、白鳥礼子と白鳥貞子が歩きながら白鳥少尉や半沢少尉のことを話すシーンは山崎駅の線路と踏切の際にて、特攻隊の出撃シーンは長田野演習場、出水市で行われている。
長田野町でのロケ前夜、高倉健は中島貞夫を呼び出し、「どうしても自分だけが残るわけにはいかない。彼らと共に出撃させてほしい」と要求し、大いに困らせてしまう。高倉は鶴田浩二と同様に十四期生を指導・訓練するが出撃を見守る佐官で、居残る高倉の見せ場として滑走路を移動する九七式艦上攻撃機に、「俺も行かせてくれー」と叫びながら追いかける海軍飛行予科練習生（宮土尚治）を、抱きつき制するというシーンが用意されていた。高倉の言う通りにすると、あたかも鶴田と高倉で最後の殴り込みという流行りの任侠映画のような展開になってしまい、中島は「十四期生の群像劇を描くというテーマに反する」と固持。「明け方までコーヒーと煙草で延々と話し合ったよ。健ちゃんは自分も特攻隊として飛び立っていきたいと言う。いや、飛び立つ者もつらいが、部隊に残る者もつらい。それを健ちゃんにやってほしいと何度も説得した」と中島は諭し続けるが、高倉は最後まで納得せず、夜が明け、結局はシナリオ通りに撮影が行われた。

#### 試写
原作だけでなく、基地を爆撃されて多くの同僚を失った者の日記に執筆されている厭戦や戦争否定を盛り込んだ、かなり長尺の本作を試写するが、元から消極的な大川博に、戦争経験者である製作部長からも「これは左翼の映画じゃないか」と言われてしまう。上層部の批判を受け、忖度した中島貞夫は不本意ながらカットしていき、9,000フィートまでにした。改めて瀬島龍三など出征していた者や戦争体験者を招待した試写会が特別に催されるものの、不評に変わりはない。「このままでは封切れない」と判断した大川は、十数分間の具体的なカットするシーンを示し、対応するよう命ずる。中島は数か所のカットには従うが、ラストシーンのカットは頑強に拒否。岡田茂と俊藤浩滋が「大川社長を説得するには妥協案が必要」と間に入るものの、埒が明かない。岡田は「冒頭に『この一篇を太平洋戦争に散った若き英霊に捧ぐ』というタイトルを表記する」という条件で中島を諭し、大川にも具申し、やっとのことで興行が承認された。中島はラストシーンを死守したものの、ズタズタにカットされた本作を見る気も失せ、大ヒットしても全く嬉しくなかったと述べている。

## 縁の地・手記
- 大円院 - 大円院墓地に第十四期海軍飛行予備学生戦没学徒慰霊碑「あゝ同期の桜之塔」がある。
- 雲ながるる果てに 戦歿飛行予備学生の手記